# Кнуровець
Кнуровець (пол. Knurowiec) — село в Польщі, у гміні Браньщик Вишковського повіту Мазовецького воєводства.
Населення — 244 особи (2011).
У 1975—1998 роках село належало до Остроленцького воєводства.

## Демографія
Демографічна структура станом на 31 березня 2011 року:
|          | Загалом | Допрацездатний вік | Працездатний вік | Постпрацездатний вік |
| -------- | ------- | ------------------ | ---------------- | -------------------- |
| Чоловіки | 110     | 20                 | 86               | 4                    |
| Жінки    | 134     | 29                 | 79               | 26                   |
| Разом    | 244     | 49                 | 165              | 30                   |